# RDNA 4
RDNA 4 é uma microarquitetura de GPU projetada pela AMD, lançada com a série Radeon RX 9000 em 28 de fevereiro de 2025.

## Dies Navi 4x
| Navi 48                                        | Navi 48                                        | Navi 48                                        |                        |
| Navi 48                                        | Navi 48                                        | Navi 48                                        | Navi 48                |
| ---------------------------------------------- | ---------------------------------------------- | ---------------------------------------------- | ---------------------- |
| Lançamento                                     | Lançamento                                     | Lançamento                                     | Março de 2025          |
| Codinome                                       |                                                |                                                |                        |
| Compute units (Stream processors) [FP32 cores] | Compute units (Stream processors) [FP32 cores] | Compute units (Stream processors) [FP32 cores] | 64 (4096) [8192]       |
| Processo                                       | Processo                                       | Processo                                       | TSMC N4P               |
| Transistores                                   | Transistores                                   | Transistores                                   | 53.9 bilhões           |
| Densidade do transistor                        | Densidade do transistor                        | Densidade do transistor                        | 151.1 MTr/mm2          |
| Tamanho do die                                 | Tamanho do die                                 | Tamanho do die                                 | 356.5 mm2              |
| Produtos                                       | Consumidor                                     | Desktop                                        | - RX 9070 XT - RX 9070 |
| Produtos                                       | Consumidor                                     | Mobile                                         | —                      |
| Produtos                                       | Workstation                                    | Desktop                                        | —                      |
| Produtos                                       | Workstation                                    | Mobile                                         | —                      |

## Produtos

### Gaming

#### Desktop
| Modelo (Codinome)           | Data de lançamento e preço  | Arquitetura Fab | Transistores Tamanho do die | Core                      | Core        | Taxa de preenchimento | Taxa de preenchimento | Poder de processamento | Poder de processamento | Poder de processamento | Poder de processamento | Poder de processamento | Infinity Cache | Infinity Cache          | Memória | Memória                 | Memória                      | Memória      | TBP   | Interface de barramento |
| Modelo (Codinome)           | Data de lançamento e preço  | Arquitetura Fab | Transistores Tamanho do die | Core                      | Core        | Taxa de preenchimento | Taxa de preenchimento | TFLOPS                 | TFLOPS                 | TFLOPS                 | AI TOPS                | AI TOPS                | Infinity Cache | Infinity Cache          | Memória | Memória                 | Memória                      | Memória      | TBP   | Interface de barramento |
| Modelo (Codinome)           | Data de lançamento e preço  | Arquitetura Fab | Transistores Tamanho do die | Config                    | Clock (MHz) | Textura (GT/s)        | Pixel (GP/s)          | Half                   | Single                 | Double                 | INT8                   | INT4                   | Tamanho        | Largura de banda (GB/s) | Tamanho | Largura de banda (GB/s) | Tipo e largura do barramento | Clock (MT/s) | TBP   | Interface de barramento |
|                             |                             |                 |                             |                           |             |                       |                       |                        |                        |                        |                        |                        |                |                         |         |                         |                              |              |       |                         |
| --------------------------- | --------------------------- | --------------- | --------------------------- | ------------------------- | ----------- | --------------------- | --------------------- | ---------------------- | ---------------------- | ---------------------- | ---------------------- | ---------------------- | -------------- | ----------------------- | ------- | ----------------------- | ---------------------------- | ------------ | ----- | ----------------------- |
| Radeon RX 9070 (Navi 48)    | 6 de março de 2025 $549 USD | RDNA 4 TSMC N4C | 356.5 mm2                   | 3584:224:128:56:112 56 CU | 2070 2520   | 463.6 564.4           | 265.0 322.6           | 59.35 72.25            | 29.67 36.12            | 0.463 0.564            | 237 289                | 475 578                | 64 MB          |                         | 16 GB   | 640                     | GDDR6 256-bit                | 20000        | 220 W | PCIe 5.0 ×16            |
| Radeon RX 9070 XT (Navi 48) | 6 de março de 2025 $599 USD | RDNA 4 TSMC N4C | 356.5 mm2                   | 4096:256:128:64:128 64 CU | 2400 2970   | 614.4 760.3           | 307.2 380.2           | 78.64 97.32            | 39.32 48.66            | 0.614 0.760            | 314 389                | 629 778                | 64 MB          | 304 W                   | 16 GB   | 640                     | GDDR6 256-bit                | 20000        |       | PCIe 5.0 ×16            |

1. 1 2 3  Valores de boost (se disponíveis) são indicados abaixo do valor base em itálico.
2. ↑  A taxa de preenchimento da textura é calculada como o número de Unidades de mapeamento de textura multiplicado pela velocidade básica (ou boost) do clock do núcleo.
3. ↑  A taxa de preenchimento de pixel é calculada como o número de Unidades de saída de renderização multiplicado pela velocidade de clock base (ou boost) do núcleo.
4. ↑  O desempenho de precisão é calculado a partir da velocidade básica (ou boost) do clock do núcleo com base em uma operação FMA.
5. ↑  O desempenho oficialmente declarado é o dobro do mostrado aqui devido ao uso de sparsity.
6. ↑  Shaders Unificados: Unidades de Mapeamento de Textura: Unidades de Saída de Renderização, Aceleradores Ray: AI accelerators e unidade de computação (CU)
7. ↑  O desempenho de meia precisão declarado oficialmente é o dobro do mostrado aqui devido a ser baseado em operações diferentes (a×b+c×d+e).